# 15. grönländischer Landesratswahlkreis
Der 15. grönländische Landesratswahlkreis war von 1961 bis 1979 ein Landesratswahlkreis in Grönland. Der Wahlkreis umfasste die Gemeinde Ammassalik.

## Vertreter
Folgende Personen vertraten den Wahlkreis:
| Wahlperiode | Landesrat                         | 1. Stellvertreter            | 2. Stellvertreter | Anmerkung |
| ----------- | --------------------------------- | ---------------------------- | ----------------- | --------- |
| 1961–1963   | Hendrik Abelsen                   | ?                            | ?                 |           |
| 1963–1967   | Jørgen Borchersen (nicht 1966 II) | Harald Ignatiussen (1966 II) | ?                 |           |
| 1967–1971   | Aron Davidsen (nicht 1968)        | Erinartêĸ Jonathansen (1968) | Boas Jonathansen  |           |
| 1971–1975   | Erinartêĸ Jonathansen             | Robert Umerineĸ              | James Táunâjik    |           |
| 1975–1979   | Anders Andreassen                 | Aron Davidsen                | Harald Bajare     |           |